# Chapelle Notre-Dame-de-Bonne-Conduite (Bastogne)
La chapelle Notre-Dame-de-Bonne-Conduite est un édifice religieux catholique du XVIIe siècle sis sur la route d’Arlon, à la sortie de Bastogne, en Belgique. Édifice trapu et largement couvert d’ardoises du pays la chapelle est classée au patrimoine de Wallonie depuis 1989. 

## Histoire
L’origine de la chapelle semble être liée au culte voué à Notre-Dame-de-Foy. Des Bastognards de retour d’un pèlerinage à Foy-Notre-Dame, un village près de Dinant, en auraient rapporté une statuette pour laquelle une chapelle fut érigée à Bastogne. Les sœurs grises (franciscaines) installées à Bastogne étaient également originaires de Foy-Notre-Dame. Une inscription au dessus de la porte d’entrée donne la date de 1673. Certains historiens l'estiment plus ancienne : 1655.
L’édifice, à plus de deux kilomètres du centre de la ville de Bastogne, a  desservi pendant un certain temps un ermitage voisin. Selon une tradition locale il était une halte pour les voyageurs qui y cherchaient la protection divine avant de traverser la grande forêt mal famée qui séparait Bastogne d’Arlon. D’où le vocable marial de ‘Notre-Dame de Bonne-conduite’. 
Plus récemment les membres de la Société Saint-Sébastien se réunissaient dans la chapelle qui était sur le circuit de procession que faisaient les communiants durant le mois de mai. Des cérémonies liturgiques y sont encore fréquemment organisées. 
Cette petite chapelle trapue, construite en moellons crépis et dont la façade principale est presque entièrement couverte d’ardoises, fut classée (avec son site) au patrimoine immobilier de Wallonie en 1989, et fut rénovée en 1996. Devant le muret extérieur la coupole d’un char américain abandonné rappelle que la région souffrit considérablement durant la bataille des ardennes (1944-1945) de la Seconde Guerre mondiale.